# 相鉄いずみ野線
相鉄いずみ野線（そうてついずみのせん）は、神奈川県横浜市旭区の二俣川駅と同県藤沢市の湘南台駅を結ぶ、相模鉄道（相鉄）の鉄道路線である。駅ナンバリングで使われる路線記号はSO。路線名に社名を含む。
なお、この路線は平塚市までの延伸免許が取得されているが、延伸開業の目処は立っていない（詳細は後述）。

## 概要
もともとこの路線は神奈川東部方面線計画の一部分を構成する区間であり、このうち横浜市西部の区間が1970年代に整備されたのが始まりである。それと同時に沿線に大規模なニュータウンを造成することで建設資金の回収を期待した。
2013年以降の開発方針として、いずみ野線沿線地域（二俣川 - ゆめが丘）は豊かな自然環境や未利用地を活かして新しい街の開発を行うモデル地域に指定されている。
「職住分離」の一端を担うニュータウンアクセス交通に見られるように朝夕のラッシュ時とそれ以外の時間における利用客数の変動が激しいという特徴がある。また建設費償還のため加算運賃が設定されており相鉄本線と比べてやや高いものになっている。詳細は「相模鉄道#運賃」を参照のこと。
長らく路線名は「いずみ野線」のみであったが、親会社相鉄ホールディングスの2023年3月期『有価証券報告書』、令和5年（2023年）度版の『鉄道要覧』から「相鉄いずみ野線」として「相鉄」を含む路線名に改められており、相鉄のウェブサイトにおける表記も同様の変更がなされている。ただし同時に改称された相鉄本線とともに、以下では路線名の「相鉄」は省略して表記する。

### 路線データ
- 路線距離：11.3km
- 軌間：1067mm
- 駅数：8駅（両端の駅を含む）
- 複線区間：全線
- 電化区間：全線（直流1500V）
- 最高速度：100km/h（南万騎が原→緑園都市間）
- 保安装置：ATS-P
- デジタル列車無線チャンネル：5ch

## 歴史
- 1976年（昭和51年）4月8日 - 二俣川駅 - いずみ野駅間が開業[1]。相鉄本線との直通運転開始。
- 1990年（平成2年）4月4日 - いずみ野駅 - いずみ中央駅間が開業[9]。
- 1992年（平成4年）8月1日 - 全駅に喫煙コーナーを設置して、それ以外の場所を終日禁煙とする[10]。
- 1999年（平成11年）
  - 2月27日 - ダイヤ改正により、快速の運転を開始[11]。
  - 3月10日 いずみ中央駅 - 湘南台駅間が開業[11]。
- 2006年（平成18年）5月20日 - ダイヤ改正により、日中の快速が10分間隔から20分間隔に半減。平日夕ラッシュ時に快速列車の運転を開始。
- 2009年（平成21年）
  - 6月26日 - 関東大手私鉄でおおよそ20年ぶりとなるストライキにより、全線で運転を始発から午前7時まで見合わせる。
  - 11月1日 - ダイヤ改正により、日中のダイヤパターンが21分サイクルとなり、各駅の毎時の出発時刻が乱れる。
- 2012年（平成24年）4月29日 - ダイヤ改正により、平日朝ラッシュ時の快速を休止。すべての快速が星川駅で緩急接続を行うようになる。日中のダイヤパターンが、平日は20分サイクル、土休日は30分サイクルになり、各駅の毎時の出発時刻を統一。
- 2014年（平成26年）
  - 3月20日 - 2009年から5年ぶりとなるストライキにおいて全線で運転を始発から午前7時まで見合わせる。
  - 4月27日 - ダイヤ改正により、特急の運転を開始。日中の快速を休止。
- 2015年（平成27年）5月31日 - ダイヤ改正により、日中の快速が1年ぶりに復活。特急が毎時1本に減便。
- 2017年（平成29年）3月18日 - ダイヤ改正により、快速の運転時間帯が拡大。
- 2019年（令和元年）11月30日 - ダイヤ改正により、特急を廃止。通勤特急・通勤急行を新設[12]。
- 2021年（令和4年）1月24日 - 二俣川駅1番線・2番線でホームドアの使用を開始。以降、各駅に順次整備される[13]。
- 2023年（令和5年）
  - 路線名が「相鉄いずみ野線」に変更[5][6][3][4]。
  - 3月18日 - 相鉄新横浜線 羽沢横浜国大駅 - 新横浜駅間および東急新横浜線の開業により、相鉄・東急直通線として相鉄本線・相鉄新横浜線・東急新横浜線を経由し湘南台駅から東急東横線・東京メトロ副都心線・東武東上線（一部は東急目黒線・東京メトロ南北線・都営地下鉄三田線・埼玉高速鉄道線）間で直通運転を開始[14][15][16][17]。ダイヤ改正により、特急（東急線直通のみ）を再開[18][19]。
  - 7月2日 - ゆめが丘駅でのホームドア使用開始により、全駅での整備が完了[20]。

## 沿線風景
いずみ野線は横浜市西部の丘陵地帯を通過する。とはいっても地形に沿う形ではなく、掘割・トンネルや高架橋を多用して極力勾配を緩和している。また、踏切は一つもなく、軌道は50kg以上の重軌条でロングレールとして敷設されており、現在の認可最高速度は100km/hだが120km/h運転も可能な施設である。

### 二俣川 - いずみ野
二俣川駅を発車した列車は徐々に高度を上げながら相鉄本線下り線を跨ぐとすぐに分かれていく。トンネルを抜け、東海道新幹線の高架をくぐると南万騎が原駅となる。南万騎が原を出るとすぐにトンネルに入る。この区間は当初掘割区間として計画されていたが、周辺の分譲地と一体化した遊歩道や上下水道を同時に整備する目的で、ボックスカルバート式トンネルに変更された経緯がある。トンネルを抜けると高架橋になりすぐに緑園都市駅となる。いずみ野線の駅名にはいかにもニュータウンを思わせる駅名が多く、特に当駅周辺は開発が進んだ地区になっている。緑園都市を出ると再びトンネルに入る。高架橋で阿久和川を越え掘割区間に入ると弥生台駅である。掘割だが法面の傾斜は緩く「ソメイヨシノ」が植えられており、春には桜のトンネルの様相を呈す。弥生台を出るとすぐにトンネルに入り掘割の中のいずみ野駅となる。ここまでが第1期開業区間である。

### いずみ野 - 湘南台
いずみ野を出ると高架橋の連続区間になる。和泉川を渡った列車はこの川に沿うように谷沿いを走る。辺りは畑や雑木林が広がっており、右手には丹沢山地、箱根山や、天気が良いと大きく富士山が見える。長後街道を渡るとすぐに高架駅のいずみ中央駅に到着する。いずみ中央を出た列車は和泉川と分かれ再び丘陵地帯に入って行く。アーチ橋の一種、ニールセン・ローゼ橋で環状4号を跨ぐとゆめが丘駅である。近くに横浜市営地下鉄ブルーラインの下飯田駅がある。ゆめが丘を出た列車はこのブルーラインと並走するようになり、境川を渡った直後に谷の斜面に突入する。そのままトンネルを走行し続けて、地下駅の湘南台駅となる。

## 運行形態

### 列車種別と運行本数
いずみ野線を走る列車種別は従来は「各停」だけであったが、1999年2月27日に「快速」が新設され、さらに2014年4月27日に「特急」がいずみ野線内で初めて速達運転する種別として新設された。2019年11月30日には特急が廃止され、「通勤特急」・「通勤急行」が新設された。
2023年3月18日の相鉄新横浜線開業に伴うダイヤ改正で特急の設定が再開された。
ニュータウンを抱えるいずみ野線は横浜中心部や東京都心部への指向性が強いので、ダイヤ構成も本線とのつながりが強く、多くの列車が二俣川駅から本線に乗り入れて西谷駅を経て横浜駅・新横浜駅方面へ向かうものになっている。本線の大和・海老名方面への直通運転は二俣川駅で折り返す方向となるため、回送列車を除き行われていない。通勤急行は全列車10両編成で、その他の種別は10両編成または8両編成で運行される。
いずみ野線内ではいずみ野駅で緩急接続を行う列車もある。
| 種別＼駅名 | 種別＼駅名 | 種別＼駅名                   | 直通先  | 二俣川 | …   | 湘南台 |
| ---------- | ---------- | ---------------------------- | ------- | ------ | --- | ------ |
| 運行範囲   | 各停       | 本線・いずみ野線系統         | 横浜←   | 4本    | 4本 | 4本    |
| 運行範囲   | 各停       | 相鉄新横浜線・東急線直通系統 | 川越市← | 1本    | 1本 | 1本    |
| 運行範囲   | 各停       | 相鉄新横浜線・東急線直通系統 | 和光市← | 1本    | 1本 | 1本    |

### 列車番号
列車番号は2023年3月18日以降は以下の通りとされている。
- 3750 - ：特急（東横線直通）
- 3850 - ：特急（目黒線直通）
- 3900 - ：通勤特急（東横線直通）
- 3950 - ：通勤特急（目黒線直通）
- 1950 - ：通勤急行
- 2500 - ：快速
- 6700 - ：各駅停車（本線直通）
- 7400 - ：各駅停車（東横線直通）
- 7550 - ：各駅停車（目黒線直通）
- 7700 - ：各駅停車（いずみ野線内完結列車）
- 8000 - ：試運転列車
- 8700 - ：臨時試運転列車
- 9200 - ：回送列車（相鉄新横浜線直通羽沢横浜国大発着系統）
- 9500 - ：回送列車（いずみ野線系統）
- 9700 - ：回送列車（相鉄新横浜線直通新横浜発着系統）
- 9900 - ：臨時回送列車

普通旅客列車とはこの場合、各駅停車のことを表す。下りが奇数、上りが偶数となっている。それぞれの種別の系統ずつに付番される。

### 運行番号
列車番号とは別に先頭車両の右上・左上・左窓下のいずれかに二桁（東急線直通運用のみ末尾にアルファベットを追加）の運行番号を表示している。列車番号と運行番号の関連性は無い。

### 現在の列車種別
本節全体の出典…

すべて通勤型車両で運転され、乗車券のみで乗車できる。相鉄本線で運転されている種別も存在するため接続列車等は「本線特急」のように「（系統）（種別）」と表記する。
通勤特急と急行については系統が一つのため種別名だけで記す。

#### 特急
英語表記は「Limited Express」。種別色は■橙色（下り列車）、■桃色（東急東横線直通）。
現在の特急は2023年3月18日の相鉄新横浜線延伸および東急東横線方面を中心とする東急線直通運転開始に合わせ、運行が再開された、相鉄線内最速の種別である。
特急は2014年4月27日のダイヤ改正より新設された種別で、従来ターミナル駅としてきた横浜駅を経由しない神奈川東部方面線の建設進捗に伴い、横浜駅の空洞化を避けるために、同駅及びその周辺施設のリニューアルなどと共に「県央地域と横浜駅をより速く結び利用客の逸脱を抑える」という目的で設定されたものであり、以前から計画されていた。ただし、いずみ野線内では2019年11月30日のダイヤ改正でいったん休止となっていた。
2023年3月18日ダイヤ改正の運行概要について系統ごとに分けて示す。
東急目黒線直通系統（都営三田線・東京メトロ南北線・東急目黒線 - 湘南台）
相鉄いずみ野線から相鉄新横浜線を経由し東急新横浜線および目黒線内に乗り入れる系統であり、平日下り2本および土休日下り1本設定されている。1本が目黒発で運転され、平日のもう1本は浦和美園発として運転される。
編成両数は全て8両編成である。
東急東横線直通系統（東武東上線・東京メトロ副都心線・東急東横線 - 湘南台）
相鉄いずみ野線から相鉄新横浜線を経由し東急新横浜線および東横線内に乗り入れる系統であり朝夕を中心に運転される。土休日下りの設定はない。
東武東上線・東京メトロ副都心線・東急東横線・東急新横浜線を発着とし、日吉（発のみ）・渋谷・和光市・志木・川越市（着のみ）・森林公園駅を発着として運転されている。
東急東横線内は急行として運転される。基本的に東京メトロ副都心線内は各駅停車、東武東上線内は普通で運転されるが、平日上り1本が副都心線内を通勤急行で運転し、平日下り1本が東武東上線内急行として運転する。
編成両数は全て10両編成である。

#### 通勤特急（通特）
英語表記は「Commuter Limited Express」。種別色は■橙色（相鉄線内完結、2023年3月18日以降は定期設定なし）、■桃色（東急東横線直通）および■水色（東急目黒線直通）。2019年11月30日ダイヤ改正より新設された種別である。当初は横浜駅行きの列車として運転されたが、2023年3月18日ダイヤ改正で東急線直通に変更された。いずみ野線内の停車駅は特急と同じで、本線鶴ヶ峰駅へ停車する点のみ特急と異なる。
2023年3月18日ダイヤ改正の運行概要について以下に示す。
東急東横線直通系統（東武東上線・東京メトロ副都心線・東急東横線 - 湘南台）
相鉄いずみ野線から相鉄新横浜線を経由し東急新横浜線および東横線内に乗り入れる系統であり平日上り6・7時台に1本、8時台に3本の計6本設定されている。
東武東上線・東京メトロ副都心線・東急東横線を行先とし、渋谷・新宿三丁目・和光市・川越市行きとして運転されている。
東急東横線内は急行として運転される。和光市行きおよび川越市行きについては副都心線内は通勤急行として運転し、東武東上線内は普通として運転される。新宿三丁目行きについては副都心線内は各駅停車として運転される。
編成両数は全て10両編成である。
東急目黒線直通系統（都営三田線 - 湘南台）
相鉄いずみ野線から相鉄新横浜線を経由し東急新横浜線および目黒線内に乗り入れる系統であり平日上り7時台に高島平行きが1本設定されている。
東急目黒線内は急行として運転される。
編成両数は8両編成である。

#### 通勤急行（通急）
英語表記は「Commuter Express」。種別色は■赤色。2019年11月30日ダイヤ改正より新設された種別である。
いずみ野線内は各駅に停車し、本線鶴ヶ峰駅・西谷駅停車後横浜駅まで停車しない。上りの湘南台駅発平日朝6時台から7時台に5本が運転され、いずれも10両編成で運転されている。朝ラッシュ時は横浜駅とを結ぶ唯一の優等種別となっている。

#### 快速
英語表記は「Rapid」。種別色は■青色（2007年11月2日以前は■緑色）。
2023年3月18日改正以降は、朝ラッシュ時の上り・13時台 - 15時台を除きおおむね設定が存在するが、いずみ野線内での運転間隔はパターン化はされておらず各駅停車を置き替える形で運転されている。いずみ野線の快速は全列車が本線横浜駅 - 湘南台駅間の運転であり、途中駅発着の列車はない。
いずみ野線は開業以後各駅停車だけが運転されていたが、1999年（平成11年）3月10日の湘南台駅への延伸開業を目前に控えた2月27日のダイヤ改正において、いずみ野線初の速達列車として快速が新設された。同年3月9日までの11日間はいずみ中央行きとして運転し、いずみ中央駅 - 湘南台駅間の新規開業部分は回送扱いで乗務員訓練を行った。
1999年の登場当時は朝ラッシュ時と日中時間帯に限り運転されており、日中は12分間隔で運転されていた。2003年ダイヤ改正では10分間隔に増発、2006年のダイヤ改正では各停を混ぜて運転間隔を20分おきに減らす代わりに、運転時間帯を増やし1日の運転本数をほぼ維持するという水増し的な改正が行われ、夕方・夜間にも設定されるようになった。2012年改正で西谷駅工事のために朝ラッシュ時の運転が休止された。
2014年ダイヤ改正では日中時間帯が特急に格上げされたが、2015年5月31日ダイヤ改正では1本増発及び1本格下げの形で復活した。2019年11月30日ダイヤ改正では、新たに本線西谷駅が停車となった。2021年3月13日ダイヤ改正では朝時間帯と平日夕ラッシュ下りを除いて設定がなくなり、各停に置き換わるか減便となった。
2023年3月18日ダイヤ改正現在として
全列車が横浜駅 - いずみ野線湘南台駅間の運転であり、途中駅発着の列車はない。
編成両数は基本的に10両編成での運転されるが、一部列車は8両編成で運転される。
一部列車は東急車で運転されており、土休日下り2本（8両編成および10両編成1本ずつ）、土休日上り1本（10両編成）設定されている。

#### 各駅停車（各停）
英語表記は「Local」。種別色は■黒色または■灰色（相鉄線内が終着となる列車）（2007年11月2日以前は■白色（上り）、および■青色（下り））、■桃色（東急東横線直通）および■水色（東急目黒線直通）。各停は各駅停車の略称でその名の通り相鉄線内では各駅に停車する。種別幕や路線図などでは「各停」と表記されることが多いが、駅や車内の案内放送などでは「各駅停車」と放送することが多い。
終日にわたって運転されている。昼間時間帯のパターンダイヤではおおむね10分間隔で運転され、1時間に4本が本線横浜とを結ぶ系統、2本が相鉄新横浜線・東急新横浜線・東急東横線・東京メトロ副都心線へ乗り入れ、うち1本は東武東上線の川越市駅まで運転されている。午前中及び土休日の夕方には東急目黒線とを結ぶ列車も運転されている。
開業当初は日中は20分おきでそのうち半数のみが本線に乗り入れて横浜駅まで達していた。その後何度か増発がなされたものの、1999年2月27日に「快速」が設定されると日中のすべての列車が快速に置き換わり、この時間帯の各停の設定は消滅した。しかし2006年5月ダイヤ改正では日中の「快速」が減便されたため、その補完として再び設定されて現在に至る。
2023年3月18日ダイヤ改正時点の運行概要について以下に示す。
本線直通系統
いずみ野線方面へは、全列車が横浜駅 - いずみ野線湘南台駅間の運転であり、途中駅発着の列車はない。
従前より多数運転されていることから最も本数が多い。
基本的に二俣川駅で本線系統の列車と緩急接続を行う。
日中時間帯は毎時4本設定されている。
編成両数は10両編成と8両編成の両方での運転である。
一部列車は東急車で運転されており、土休日下り4本（8両編成・10両編成2本ずつ）、土休日上り2本（8両編成・10両編成1本ずつ）設定されている。
いずみ野線系統
早朝深夜を中心に運転されており、基本的には二俣川駅 - 湘南台駅での運転であるが、早朝上り1本は二俣川駅 - いずみ野駅での運転となる。
一部列車は東急車で運転されており、下り1本（平日は8両編成・土休日は10両編成2本）、土休日上り1本（10両編成）設定されている。
東急目黒線直通系統（都営三田線・東京メトロ南北線・東急目黒線 - 湘南台）
相鉄いずみ野線から相鉄新横浜線を経由し東急新横浜線および目黒線内に乗り入れる系統であり、朝夕を中心に設定されている。
東急目黒線・都営三田線・東京メトロ南北線・埼玉高速鉄道埼玉スタジアム線を発着とし、武蔵小杉（着のみ）・奥沢（発のみ）・目黒（発のみ）・西高島平・赤羽岩淵（発のみ）・浦和美園駅を発着として運転されている。
東急目黒線内は基本的に急行として運転されるが、平日下り4本、平日上り3本、土休日下り2本、土休日上り2本は各停として運転される。
編成両数は全て8両編成である。
東急東横線直通系統（東武東上線・東京メトロ副都心線・東急東横線 - 湘南台）
相鉄いずみ野線から相鉄新横浜線を経由し東急新横浜線および東横線内に乗り入れる系統であり日中時間帯は川越市発着と和光市発着がそれぞれ1本ずつ設定されている。
東武東上線・東京メトロ副都心線・東急東横線・東急新横浜線を発着とし、日吉（発のみ）・渋谷・新宿三丁目・千川（発のみ）・和光市・志木・川越市・森林公園駅を発着として運転されている。
東急東横線内は急行として運転される。基本的に東京メトロ副都心線内は各駅停車、東武東上線内は普通で運転されるが、平日1往復のみ副都心線内を通勤急行で運転し、平日下り1本が東武東上線内を急行で運転する。
編成両数は全て10両編成である。

### 臨時の列車種別

#### 急行
英語表記は「Express」。種別色は■赤色。1986年（昭和61年）4月6日、いずみ野線開業10周年を記念して、横浜駅 - いずみ野駅（当時はいずみ野駅がいずみ野線の終点）間に急行（途中駅無停車）が当時の最新鋭だった新7000系によって運転された。その後、1987年（昭和62年）4月12日にも、横浜駅 - いずみ野駅間に急行が新6000系「緑園都市号」によって運転された。

## 使用車両
いずみ野線の車両は本線と共通である。ただし、JR線との直通列車は現時点で設定されておらず、JR東日本の車両（E233系7000番台）は輸送障害時を除いていずみ野線には乗り入れない。
相鉄・東急直通線系統の列車には相鉄20000系・21000系と東急5050系4000番台・3020系・5080系・3000系が、それ以外の相鉄線（本線・いずみ野線）内完結列車には相鉄のすべての現有車両（一部列車は東急の車両）が運用される。

## 弱冷房車・女性専用車

### 弱冷房車
原則として海老名・湘南台寄りから数えて2両目（10両編成9号車、8両編成7号車）を弱冷房車としている。ただし、8両編成については東急目黒線からの乗り入れ車両（3020系・5080系・3000系）に限り4号車が弱冷房車となる。

### 女性専用車
平日朝ラッシュ時間帯の上り列車において女性専用車が実施されているが、列車の行先によって設定号車及び時間帯が異なる。
- 横浜駅行き列車：平日朝7時から9時までに横浜駅へ到着する上り列車の最後尾車両（10両編成10号車、8両編成8号車）。
- 東急東横線直通列車：平日朝始発から9時30分までの上り全列車の先頭車両（10両編成1号車）。東京メトロ副都心線池袋駅までの実施で、実施区間の途中であっても9時30分を以て一斉終了。

東急目黒線直通列車や、平日日中以降および土休日ダイヤでは、女性専用車の設定は行われない。

## 駅一覧
- 駅番号は2014年2月下旬から随時導入[33]。
- 全駅神奈川県内に所在。
- 停車駅 … ●：停車、｜：通過（通勤特急は上りのみ運転）
- 各停、快速、通勤急行はいずみ野線内は全駅に停車（表中省略）。
- 横浜方面直通列車の本線内の停車駅は「本線」を参照。
- 西谷方面直通列車の相鉄新横浜線内の停車駅は「相鉄新横浜線」を参照。

| 駅番号       | 駅名                              | 駅間キロ     | 累計キロ     | 累計キロ     | 特急・通勤特急（東急線直通） | 接続路線・備考 | 地上／地下 | 所在地 | 所在地 |
| 駅番号       | 駅名                              | 駅間キロ     | 二俣川から   | 横浜から     | 特急・通勤特急（東急線直通） | 接続路線・備考 | 地上／地下 | 所在地 | 所在地 |
| ------------ | --------------------------------- | ------------ | ------------ | ------------ | --- | --- | --- | --- | --- |
| 直通運転区間 | 直通運転区間                      | 直通運転区間 | 直通運転区間 | 直通運転区間 | 相鉄本線経由で以下の駅まで - 横浜駅まで 相鉄本線・ 相鉄新横浜線・ 東急新横浜線経由で以下の路線・駅まで - 東急東横線・ 東京メトロ副都心線経由 東武東上線森林公園駅まで - 東急目黒線・ 東京メトロ南北線経由 埼玉高速鉄道線浦和美園駅まで - 東急目黒線経由 都営三田線西高島平駅まで | 相鉄本線経由で以下の駅まで - 横浜駅まで 相鉄本線・ 相鉄新横浜線・ 東急新横浜線経由で以下の路線・駅まで - 東急東横線・ 東京メトロ副都心線経由 東武東上線森林公園駅まで - 東急目黒線・ 東京メトロ南北線経由 埼玉高速鉄道線浦和美園駅まで - 東急目黒線経由 都営三田線西高島平駅まで | 相鉄本線経由で以下の駅まで - 横浜駅まで 相鉄本線・ 相鉄新横浜線・ 東急新横浜線経由で以下の路線・駅まで - 東急東横線・ 東京メトロ副都心線経由 東武東上線森林公園駅まで - 東急目黒線・ 東京メトロ南北線経由 埼玉高速鉄道線浦和美園駅まで - 東急目黒線経由 都営三田線西高島平駅まで | 相鉄本線経由で以下の駅まで - 横浜駅まで 相鉄本線・ 相鉄新横浜線・ 東急新横浜線経由で以下の路線・駅まで - 東急東横線・ 東京メトロ副都心線経由 東武東上線森林公園駅まで - 東急目黒線・ 東京メトロ南北線経由 埼玉高速鉄道線浦和美園駅まで - 東急目黒線経由 都営三田線西高島平駅まで | 相鉄本線経由で以下の駅まで - 横浜駅まで 相鉄本線・ 相鉄新横浜線・ 東急新横浜線経由で以下の路線・駅まで - 東急東横線・ 東京メトロ副都心線経由 東武東上線森林公園駅まで - 東急目黒線・ 東京メトロ南北線経由 埼玉高速鉄道線浦和美園駅まで - 東急目黒線経由 都営三田線西高島平駅まで |
| SO10         | 二俣川駅 （ジョイナステラス前）   | -            | 0.0          | 10.5         | ● | 相模鉄道： 相鉄本線（西谷・横浜方面直通運転：上記参照）〈大和・海老名方面〉 | 地上 | 横浜市 | 旭区 |
| SO31         | 南万騎が原駅                      | 1.6          | 1.6          | 12.1         | ｜ | | 地上 | 横浜市 | 旭区 |
| SO32         | 緑園都市駅                        | 1.5          | 3.1          | 13.6         | ｜ | | 地上 | 横浜市 | 泉区 |
| SO33         | 弥生台駅 （国際親善総合病院）     | 1.8          | 4.9          | 15.4         | ｜ | | 地上 | 横浜市 | 泉区 |
| SO34         | いずみ野駅                        | 1.1          | 6.0          | 16.5         | ● | | 地上 | 横浜市 | 泉区 |
| SO35         | いずみ中央駅                      | 2.2          | 8.2          | 18.7         | ｜ | | 地上 | 横浜市 | 泉区 |
| SO36         | ゆめが丘駅 （ゆめが丘ソラトス前） | 1.1          | 9.3          | 19.8         | ｜ | | 地上 | 横浜市 | 泉区 |
| SO37         | 湘南台駅                          | 2.0          | 11.3         | 21.8         | ● | 小田急電鉄： 江ノ島線 (OE09) 横浜市営地下鉄： ブルーライン (B01) | 地下 | 藤沢市 | 藤沢市 |

緩急接続可能な駅
二俣川駅・いずみ野駅

## 今後の計画

### 平塚方面への延伸計画
いずみ野線は起工された当初から運輸政策審議会の答申により平塚方面への免許を取得しており、当初の計画では湘南台駅から慶應義塾大学湘南藤沢キャンパスを経て茅ヶ崎市北部を通過し平塚駅へと向かう予定 (14.5 km) となっている。
しかし、相模線倉見駅に東海道新幹線の新駅（相模新駅）が建設される計画が持ち上がったことから、経路を変更するか分岐線を設け、途中から寒川町に向かって倉見駅（ツインシティ構想地区）まで結ぶ構想が浮上した。また、2004年度には神奈川県や沿線市町、国土交通省、学識経験者、相模鉄道から成る「いずみ野線延伸研究会」が組織され、倉見駅方面への延伸の可能性について、LRT（ライトレール）導入も含めた検討が3箇年にわたり進められてきた。
2010年6月に、神奈川県、藤沢市、相模鉄道、慶應義塾の4者で、「いずみ野線延伸の実現に向けた検討会」を設置し、2年間にわたる検討の結果、慶應義塾大学湘南藤沢キャンパス周辺までの区間 (3.3 km) について、LRTではなく鉄道（単線）による延伸を目指すという方針が選定されている。
2016年4月7日の交通政策審議会にて了承された答申案では2030年頃までに整備すべき鉄道24路線の一つに、湘南台駅から寒川町の倉見駅までの延伸が選ばれている（答申案は同月20日に「交通政策審議会答申第198号」として正式に答申されている）。
2017年6月8日には藤沢市より同市内に設置を予定している2駅の候補地が公表され、イトーヨーカドー湘南台店前付近のA駅（地下駅）および慶応義塾大学湘南藤沢キャンパス前のB駅（高架駅）が示された。

### 他社線への乗り入れ計画
2019年11月30日より、相模鉄道は相鉄・JR直通線として相鉄新横浜線羽沢横浜国大駅で東日本旅客鉄道（JR東日本）の埼京線新宿方面と相互直通運転を行っているが、この時点では海老名駅発着の相鉄本線系統のみであり、いずみ野線との直通列車は設定されなかった。
2023年3月18日には相鉄新横浜線が新横浜駅まで延伸開業し、新横浜駅で東急線（東急新横浜線・東横線・目黒線）方面との相互直通運転も開始し、さらにその先の東京メトロ線（副都心線・南北線）、東武東上線川越市駅・森林公園駅（平日のみ）、都営三田線西高島平駅、埼玉スタジアム線浦和美園駅方面にも直通する。
東急線との直通運転開始後、いずみ野線は東横線・副都心線・東上線直通列車が基本となるが、早朝・夜間の一部列車は目黒線方面にも直通列車が運行されている。

### ホームドア設置計画
2017年（平成29年）11月2日に2022年（平成34年〈令和4年〉）度までに相鉄線全駅へのホームドア設置を発表した。2022年（令和4年）度の設備投資計画ではホームドアを7駅に設置すると発表され、2022年度はいずみ野線には5駅に設置された。同年10月頃にはホームドアがない駅では設置工事前に仮設転落防止柵を設置し転落防止の対策を取っている。これは2023年3月から直通運転する東急線への対応によるものである。2023年（令和5年）度の設備投資計画ではホームドアを8駅に設置すると発表され、いずみ野線には2駅に設置され、2023年7月に全駅でのホームドア整備が完了した。
- 2020年（令和2年）度 - 二俣川駅[13]、湘南台駅[42]に設置。
- 2022年（令和4年）度 - 南万騎が原駅[43]、緑園都市駅[44]、弥生台駅[45]、いずみ野駅[46]に設置。
- 2023年（令和5年）度 - いずみ中央駅[47]、ゆめが丘駅[20]に設置。